# Teroristički napad u Jakarti 2016.
| Državljanstvo | Broj ubijenih |
| ------------- | ------------- |
| Kanada        | 1             |
| Indonezija    | 1             |
| Ukupno        | 2             |

14. siječnja 2016. nekoliko eksplozija i pucnjava s početkom 10:50 sati po lokalnom vremenu (UTC+7) ubilo je 7, a ranilo 24 ljudi u indonezijskoj prijestolnici Jakarti. Jedna eksplozija dogodila se kod Starbucksove kavane, a druga kod policijske govornice nasuprot pošte. Napad se dogodio u blizini informativnog centra UN-a, nekoliko luksuznih hotela u vlasništvu stranaca i Francuskog veleposlanstva. Jedna od UN-ovih organizacija, UNEP, potvrdila je da je nizozemski dužnosnik UN-a teže ozlijeđen u napadu. Odgovornost za napad preuzela je Islamska država Iraka i Levanta.

## Reakcije

### Međunarodne

#### Organizacije
- EU - Visoka predstavnica Unije za vanjske poslove i sigurnosnu politiku Federica Mogherini izjavila je da se suosjeća s rodbinom i prijateljima žrtava, ističući da je terorizam globalni problem koji se i mora rješavati na globalnoj razini. Indonezijskoj Vladi obećala je suradnju s Europskom unijom u obrani mira i vrijednosti slobode i raznolikosti.[8][9]
- UN - Glavni tajnik Ujedinjenih naroda Ban Ki-moon osudio je napade i izjavio da "nema apsolutno nikakvog opravdanja za takav teroristički akt".[10]

#### Države
- Australija - Ministrica vanjskih poslova Julie Bishop ponudila je pomoć i potporu indonezijskom kolegi Retni Marsudiju. Prenila je i poruku Australske vlade, koja je osudila napad.[11]
- NR Kina - Glasnogovornik Ministarstva vanjskih poslova izjavio je da kineska vlada strogo osuđuje napade u Jakarti.[12]
- Indija - Ministar vanjskih poslova Indije Narendra Modi osudio je napade nazivajući ih "Neprihvatljivima" i rekao da je u mislima s onima koji su izgubili svoje najmilije. Dodao je i da moli za brz oporavak ozlijeđenih.[13]
- Malezija - Premijer Najib Razak na Twitteru je napisao da je "duboko šokiran i ožalošćen".[14]